# Sund (Åland)
Sund [sʉnd] ist eine Gemeinde in der autonomen finnischen Provinz (finnisch: Lääni) Åland. Sie liegt im Osten von Ålands Hauptinsel Fasta Åland, angrenzend an die Gemeinden Finström im Westen und Saltvik im Norden.
Sund hat 1001 Einwohner (Stand 31. Dezember 2022) und eine Fläche von 111,82 Quadratkilometern. Wie auf ganz Åland ist Schwedisch die offizielle Sprache.

## Geografie
Sund gehört zu den 27 offiziellen finnischen Nationallandschaften, denen besonderer Symbolwert für die finnische Geschichte, Kultur oder Natur beigemessen wird. Im Falle Sunds hängt dies mit der historischen Bedeutung des Gemeindegebietes zusammen.

## Sehenswürdigkeiten
Sund ist der Standort der mittelalterlichen Burg Kastelholm, welche besonders im 15. und 16. Jahrhundert eine wichtige Rolle in den skandinavischen Machtkämpfen spielte. Die Burg gehört auch heute noch zu den großen Sehenswürdigkeiten Ålands. Eine weitere militärische Befestigung errichtete Russland im 19. Jahrhundert in Form der Festung Bomarsund. Die Ruinen der im Krimkrieg zerstörten Festung können noch heute besichtigt werden.
Weitere Sehenswürdigkeiten in Sund sind die um 1300 errichtete mittelalterliche Kirche, welche die größte Kirche Ålands ist, das Freilichtmuseum Jan Karlsgården sowie das Gefängnismuseum Vita Björn.

## Wirtschaft
Die Wirtschaft Sunds wird heute hauptsächlich vom Fremdenverkehr bestimmt, aber die traditionellen landwirtschaftlichen Berufe sind weiterhin stark vertreten. Zu den größten Arbeitgebern zählt außerdem der örtliche Golfplatz. 
Wirtschaftliche Kenndaten Sunds (2007):
- Land- und Waldwirtschaft: 21,1 %
- Baubranche und Industrie: 8,8 %
- Öffentlicher Dienst, Handel und Transport: 69,9 %

## Persönlichkeiten
- Georg August Wallin (1811–1852), Orientalist

## Bilder

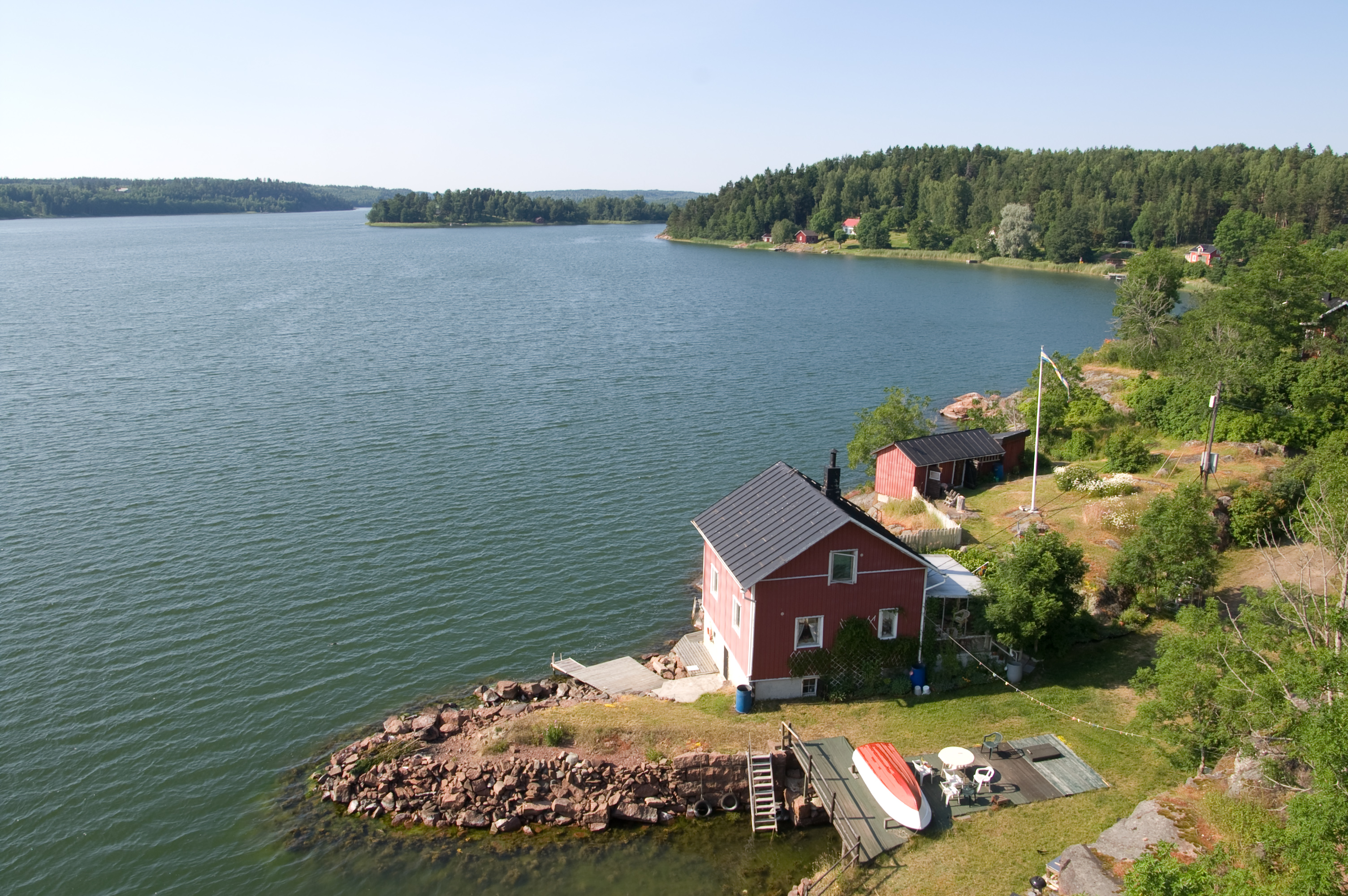
Schärenlandschaft bei Haraldsby
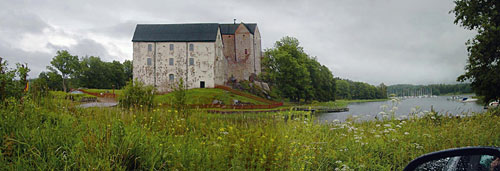
Burg Kastelholm
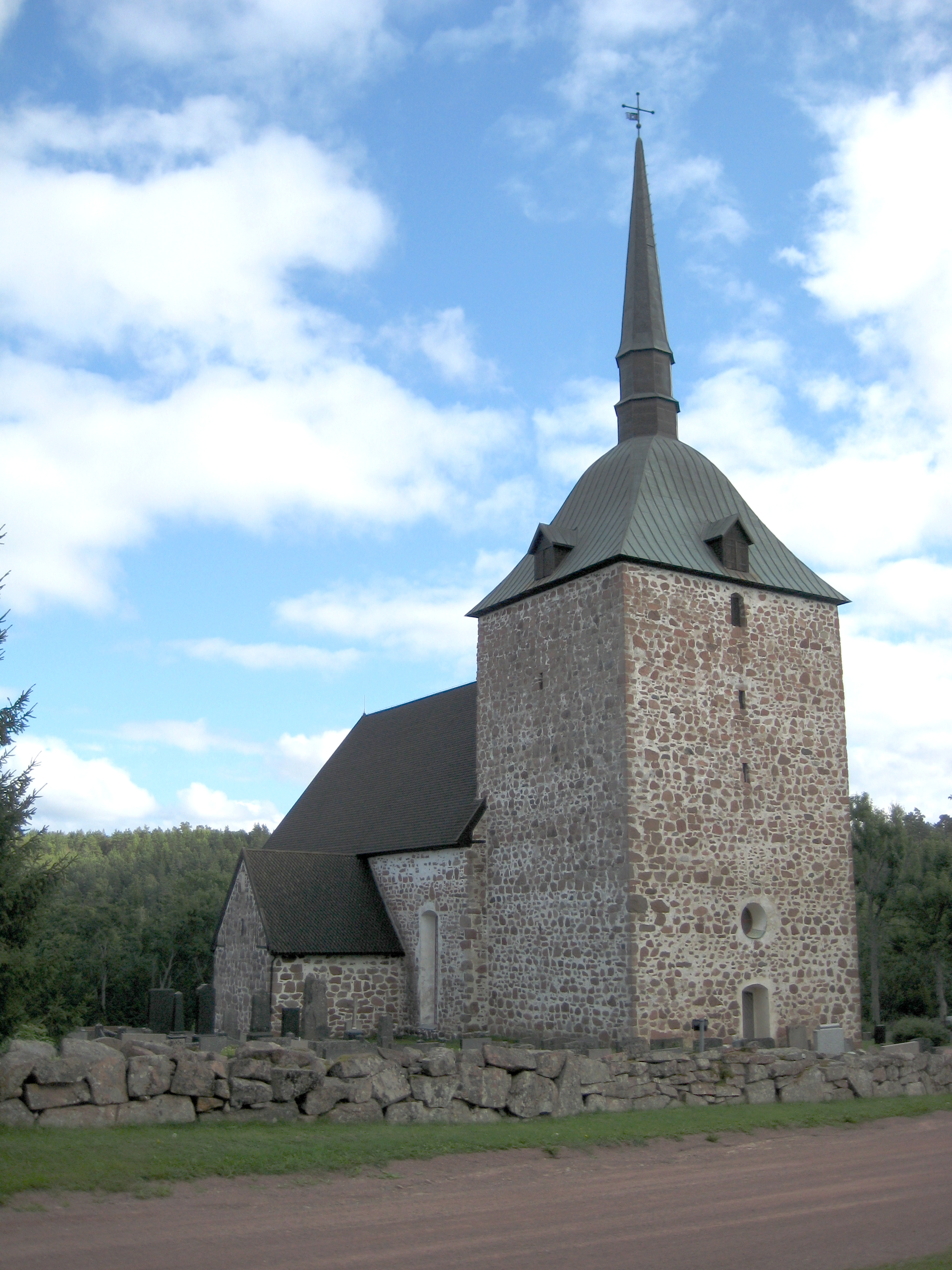
Die Kirche von Sund
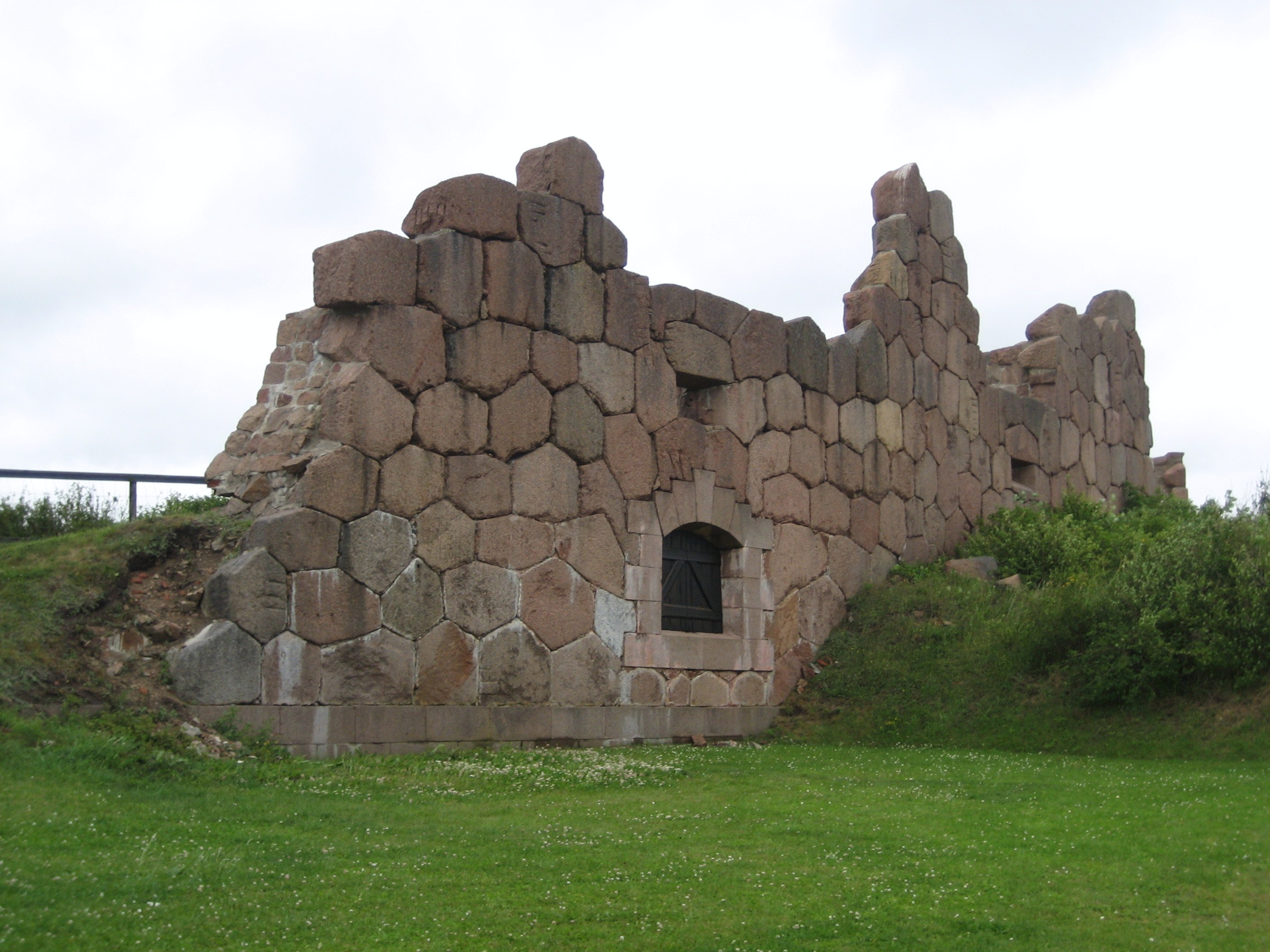
Ruinen der Festung Bomarsund
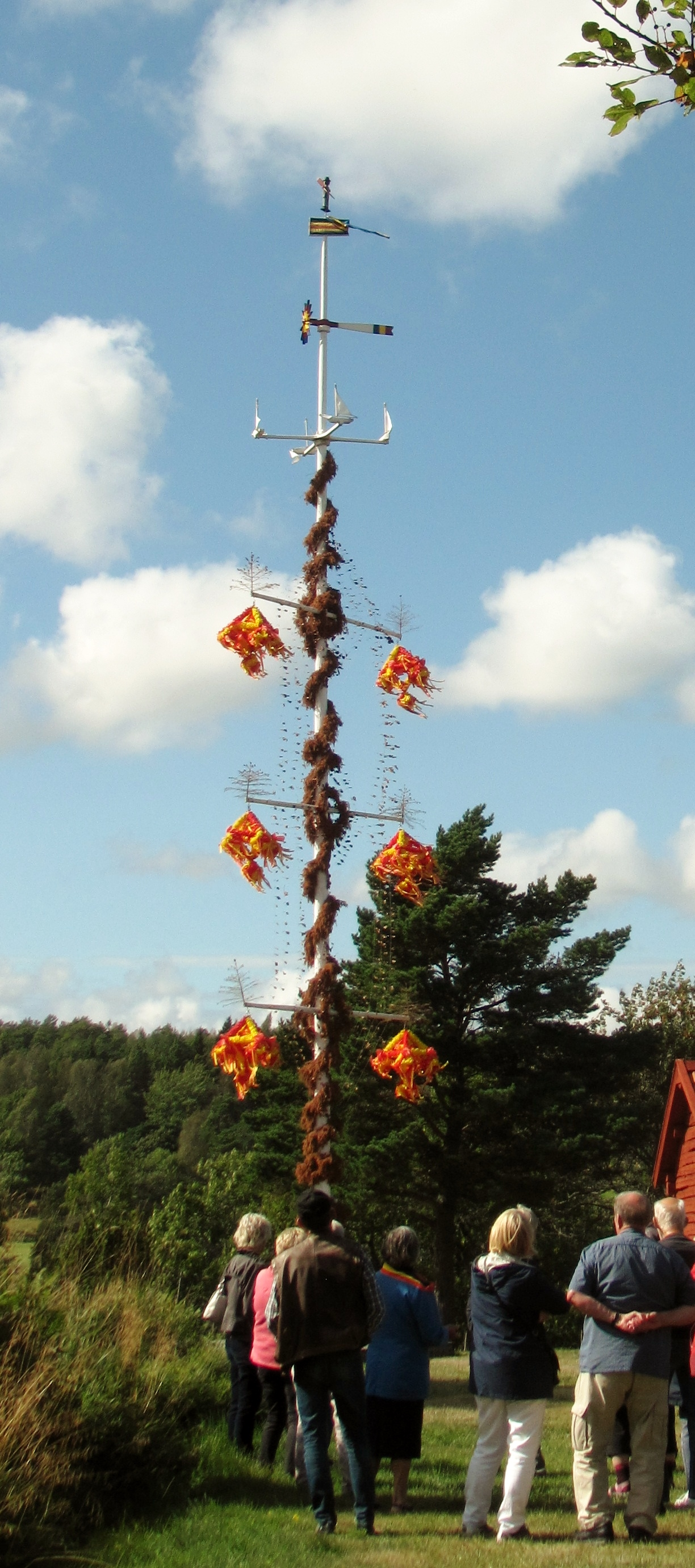
Midsommarstång am Schloss Kastelholm
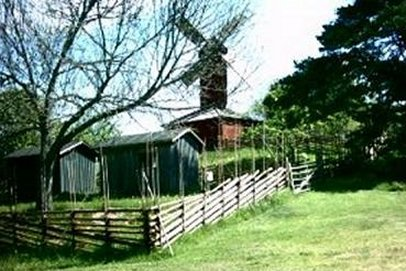
Freilichtmuseum Jan Karlsgården